# Badminton vid olympiska sommarspelen 2020

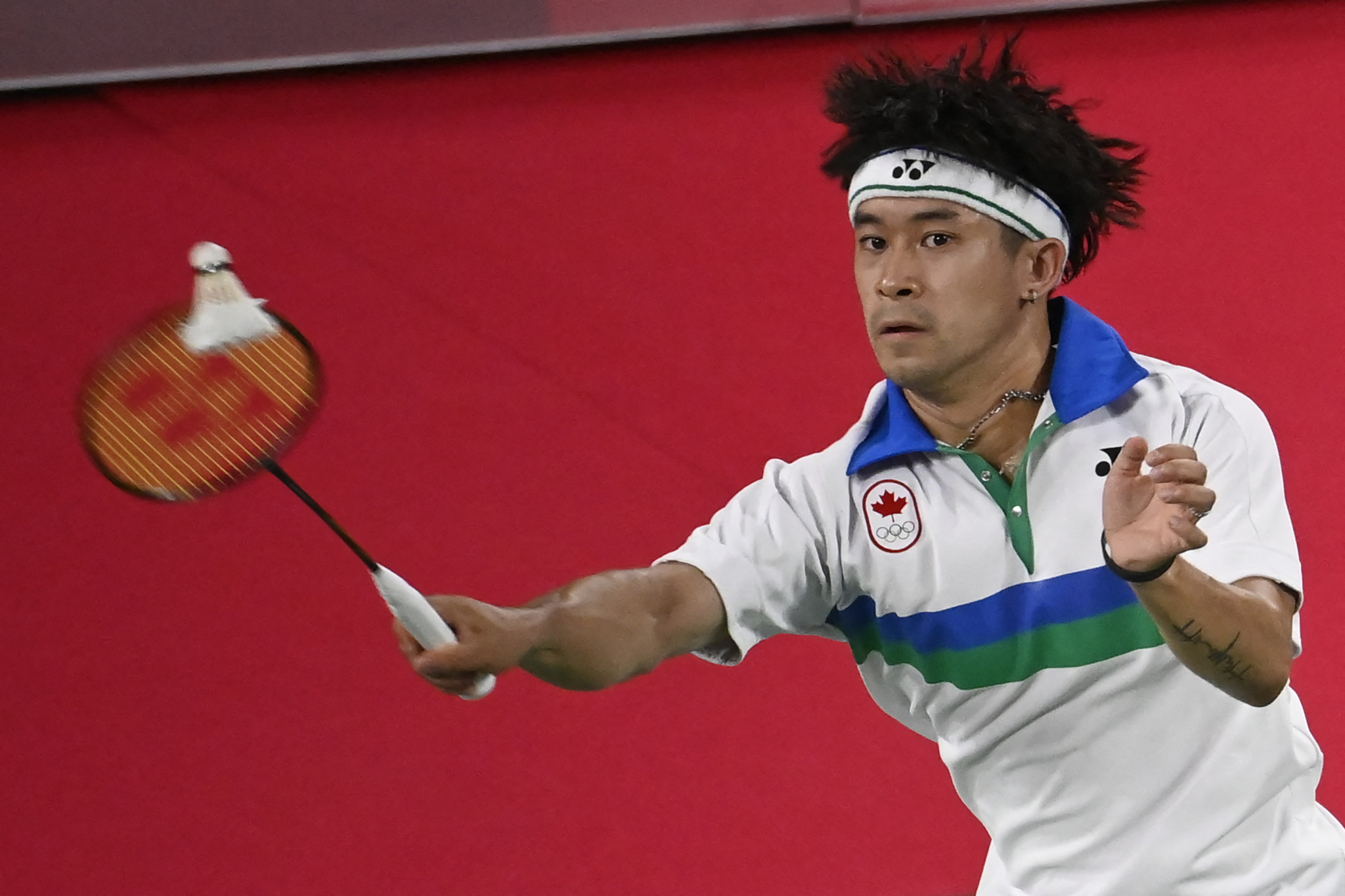
Kanadensaren Nyl Yakura vid olympiska spelen 2020.

Badminton vid olympiska sommarspelen 2020 arrangerades mellan 24 juli och 2 augusti 2021 i Musashino Forest Sports Plaza i Tokyo i Japan. Totalt fem grenar fanns på programmet som förblev oförändrat sedan OS 1996.
Tävlingarna skulle ursprungligen ha hållits mellan 25 juli och 3 augusti 2020 men de blev uppskjutna på grund av Covid-19-pandemin.

## Medaljsammanfattning
| Gren                    | Guld                                         | Silver                             | Brons                                   |
| Damsingel Detaljer...   | Chen Yufei Kina                              | Tai Tzu-ying Kinesiska Taipei      | P.V. Sindhu Indien                      |
| Damdubbel Detaljer...   | Greysia Polii och Apriyani Rahayu Indonesien | Chen Qingchen och Jia Yifan Kina   | Kim So-yeong och Kong Hee-yong Sydkorea |
| Herrsingel Detaljer...  | Viktor Axelsen Danmark                       | Chen Long Kina                     | Anthony Sinisuka Ginting Indonesien     |
| Herrdubbel Detaljer...  | Lee Yang och Wang Chi-lin Kinesiska Taipei   | Li Junhui och Liu Yuchen Kina      | Aaron Chia och Soh Wooi Yik Malaysia    |
| Mixeddubbel Detaljer... | Wang Yilyu och Huang Dongping Kina           | Zheng Siwei och Huang Yaqiong Kina | Yuta Watanabe och Arisa Higashino Japan |

Denna tabell: visa • redigera

## Medaljtabell
| Pl.    | Nation           | Guld | Silver | Brons | Totalt |
| ------ | ---------------- | ---- | ------ | ----- | ------ |
| 1      | Kina             | 2    | 4      | 0     | 6      |
| 2      | Kinesiska Taipei | 1    | 1      | 0     | 2      |
| 3      | Indonesien       | 1    | 0      | 1     | 2      |
| 4      | Danmark          | 1    | 0      | 0     | 1      |
| 5      | Indien           | 0    | 0      | 1     | 1      |
| 5      | Japan            | 0    | 0      | 1     | 1      |
| 5      | Malaysia         | 0    | 0      | 1     | 1      |
| 5      | Sydkorea         | 0    | 0      | 1     | 1      |
| Totalt | Totalt           | 5    | 5      | 5     | 15     |

### Fotnoter
1. ↑  (16 juni 2021). Badminton Competition Schedule. Arkiverad 10 juni 2021 hämtat från the Wayback Machine. olympics.com. Läst 24 juni 2021.
2. ↑  Badminton. tokyo2020.org. Läst 7 oktober 2019.
3. ↑  (Program från 31 juli 2019). Olympic Competition Schedule. tokyo2020.org. Läst 7 oktober 2019.
4. ↑  (30 mars 2020). IOC, IPC, Tokyo 2020 Organising Committee and Tokyo Metropolitan Government announce new dates for the Olympic and Paralympic Games Tokyo 2020. IOK. Läst 24 juni 2021.
5. ↑  (1 augusti 2021). Badminton – Women's Singles – Medallists. olympics.com. Läst 1 augusti 2021.
6. ↑  (2 augusti 2021). Badminton – Women's Doubles – Medallists. olympics.com. Läst 2 augusti 2021.
7. ↑  (2 augusti 2021). Badminton – Men's Singles – Medallists. olympics.com. Läst 2 augusti 2021.
8. ↑  (31 juli 2021). Badminton – Men's Doubles – Medallists. olympics.com. Läst 31 juli 2021.
9. ↑  (30 juli 2021). Badminton – Mixed Doubles – Medallists. olympics.com. Läst 30 juli 2021.